# Projekt Revolution
Projekt Revolution est une tournée annuelle avec comme groupe vedette Linkin Park, celle-ci avait lieu initialement aux États-Unis, mais elle s'internationalise à partir de 2007 avec un arrêt à Toronto, puis définitivement à partir de 2008 avec des concerts en Europe. Son principal objectif est de réunir artistes et amateurs de rock et de hip-hop.
Projekt Revolution a réuni des artistes tels que Cypress Hill, Mudvayne, Xzibit, Korn, Snoop Dogg, The Used, My Chemical Romance, Taking Back Sunday, HIM, Placebo, Mindless Self Indulgence, et Chris Cornell.

## Historique

### Projekt Revolution 2002
19 concerts entre le 29 janvier et le 24 février 2002.
- Scène principale
  - Linkin Park
  - Cypress Hill
  - Adema
  - DJ Z-Trip

### Projekt Revolution 2003
16 concerts entre le 9 et 26 avril 2003.
- Scène principale
  - Linkin Park
  - Mudvayne
  - Xzibit
  - Blindside

### Projekt Revolution 2004
32 concerts entre le 23 juillet et le 5 septembre 2004.
En 2004, la tournée comporte deux scènes : la principale et la scène Revolution. Il a également été un peu moins dominé par le hip-hop.
- Scène Principale
  - Linkin Park
  - Korn
  - Snoop Dogg
  - The Used
  - Less Than Jake

- Scène Revolution
  - Ghostface Killah
  - Funeral for a Friend
  - Downset
  - M.O.P.
  - Mike V. and The Rats
  - Instruction
  - No Warning
  - Autopilot Off

### Projekt Revolution 2007
29 concerts entre le 25 juillet et le 3 septembre 2007.
En 2007, Linkin Park décide d'organiser la tournée en respectant le principe de neutralité carbone en faisant don pour chaque billet vendu de 1$  pour les forêts d'Amérique à travers leur fondation Music for Relief. Ils utilisent aussi des biodiesels sur une majorité de leurs autobus, dont on estime les émissions de dioxyde de carbone à 350 tonnes. Des stands d'information sont mis en place pour inciter les spectateurs à réduire leurs émissions de gaz à effet de serre.
Il est révélé dans le magazine Revolver que Muse est dans la liste des groupes choisis par Linkin Park, mais ne peut se joindre au Projekt Revolution en raison d'autres engagements.
Le 22 août 2007, Myspace diffuse le concert en direct, permettant aux utilisateurs de Myspace de voir le concert gratuitement. L'événement est hébergé grâce à Matt Pinfield.
Linkin Park a mis en vente les albums de la tournée sur les stands. Chaque CD est fourni avec un disque vierge et un code spécial qui permet aux fans de télécharger et de graver le concert de Linkin Park auquel ils ont assisté. Le prix d'achat pour la Conférence du désarmement était de 11,00$. Cette démarche ne sera pas appliquée sauf à Wantagh, NY. 
- Scène Principale
  - Linkin Park
  - My Chemical Romance
  - Taking Back Sunday
  - HIM
  - Placebo
  - Julien-K

- Scène Revolution
  - Mindless Self Indulgence
  - Saosin
  - The Bled
  - Styles of Beyond
  - Madina Lake

### Projekt Revolution 2008
Linkin Park a annoncé qu'il envisageait d'accueillir une autre édition de la tournée cet été. Ce sera la première fois que la tournée quitte le continent américain. 

#### Europe
- 21 juin 2008 - Reitstadion Riem, Munich, Allemagne
  - Linkin Park
  - HIM
  - N.E.R.D
  - The Used
  - The Blackout

- 27 juin 2008 - Waldbühne (Berlin), Allemagne
  - Linkin Park
  - HIM
  - N.E.R.D

- 28 juin 2008 - LTU Arena, Düsseldorf, Allemagne
  - Linkin Park
  - HIM
  - N.E.R.D
  - The Used
  - The Bravery
  - Innerpartysystem

- 29 juin 2008 - Milton Keynes National Bowl, Angleterre
  - Linkin Park
  - Jay-Z
  - Pendulum
  - N*E*R*D
  - Enter Shikari
  - The Bravery[1]
  - Innerpartysystem

#### Amérique
- Scène Principale [2]:
  - Linkin Park
  - Chris Cornell
  - The Bravery
  - Busta Rhymes
  - Ashes Divide

- Scène Revolution[2]:
  - Atreyu
  - 10 Years
  - Hawthorne Heights
  - Armor for Sleep
  - Street Drum Corps